# Đạo quán Linh Tiên
Đạo quán Linh Tiên hay Chùa Linh Tiên quán, Chùa Linh Tiên: là công trình kiến trúc Đạo giáo được thành lập từ thời nhà Triệu nước Nam Việt. Tuy nhiên, kiến trúc tồn tại đến ngày nay là có từ thời Mạc.

Bia chữ lớn "Linh Tiên Quán " hiện ở gác chuông phía sau quán, trước đây bia đặt ở cổng quán, sau này vào đời Mạc quán được xoay ngược hướng nên bia lại ở phía sau nhà. Đây là tấm bia cổ, hiếm có ở Việt Nam thể loại này.

Đây là trung tâm tín ngưỡng hỗn dung của Đạo Phật và đạo Lão, ban đầu là am thất của nhà sư Phật giáo, sau chuyển thành đạo quán, rồi từ đạo quán lại chuyển thành chùa như hiện nay.

## Vị trí
Đạo quán ở thôn Cao Xá, xã Đức Thượng, huyện Hoài Đức, tỉnh Hà Tây cũ (nay thuộc thành phố Hà Nội).

## Lịch sử
Quán có từ rất lâu đời, có lẽ từ trước công nguyên. Tương truyền, lúc đầu đây là nơi tu hành của một nhà sư, thừa tướng Lữ Gia nhà Triệu qua đấy thấy tiên ngồi đánh cờ rồi bay lên trời bèn sai dựng quán.
Đời Trần Minh Tông, con gái vua Trần là Thái Trưởng công chúa cầu tự linh nghiệm nên vua Trần cho trùng tu lớn, sau dân đắp tượng vua thờ ở tiền đường.
Đời Mạc đạo giáo thần tiên thịnh hành, các vương tộc Mạc về quán tu hành nhiều, thậm chí Quán được xoay hướng từ Tây nam sang Đông bắc như hiện nay cũng từ đời này, người để lại dấu ấn trùng tu lớn nhất là Đà Quốc Công Mạc Ngọc Liễn và Vợ.
Khi xoay lại hướng gác chuông vốn ở trước của chùa, nay lại thành ra sau lưng chùa nên chùa không giống kiểu "tiền gác chuông, hậu gác khánh " như các chùa quán thường thấy. Các giếng đào đan sa vốn trước sân cũ, sau khi quay hướng đã nằm ở dưới các bệ thờ như hiện nay.
Thời Lê sơ, quán đã từng là nơi khắc ván in ra nhiều sách kinh.

## Kiến trúc
Quán Linh Tiên tọa lạc trên khu đất cao rộng trong làng, tổng thể công trình là sự hỗn hợp của kiến trúc quán Đạo với chùa Phật. Ngoài cùng là tam quan 3 gian 2 dĩ, 2 tầng, 8 mái với các đầu đao uốn cong. Tiếp theo là một con đường nhỏ lát gạch gọi là " Nhất chính đạo" dẫn đến tam quan phụ theo dạng 4 cột trụ. Qua sân hẹp là đến khu trung tâm của quán.
Đây là khu vực thờ chính với 3 nếp nhà hình chữ Công (工), bao gồm: quán Dưới, quán Trên và nhà thiêu hương. Các bộ phận kiến trúc ít trang trí, nhưng y môn và cửa võng được chạm trổ tỉ mỉ. Ở cuối đường trục là gác chuông 2 tầng 8 mái, bên phải là điện Mẫu 3 gian. Kiến trúc ở quán đơn giản nhưng hợp lại với vườn cây thì tạo thế sang trọng.
- Quán Trên (Thượng điện) là một tòa nhà 5 gian, 2 trái hình vuông, trung tâm là 3 phong tượng Tam Thanh (Nguyên Thủy Thiên Tôn, Linh Bảo Thiên Tôn, Đạo Đức Thiên Tôn) cao gần 4m, phía trước là các ban thờ như: Đế Thiên, Đế Thích, Cửu Thiên Huyền Nữ, Khổng Tử, Văn Xương Đế Quân, Huyền Thiên Chân Vũ, Quan Thánh Đế Quân, Hưng Đạo Đại Vương nhà Trần, bên trái hông thờ Hậu Thần là Đà quận công Mạc Ngọc Liễn và vợ. Đặc biệt dưới tòa thờ Cửu thiên huyền nữ có một cái giếng cổ tương truyền là do Thừa tướng Lữ Gia đào để lấy đan sa luyện linh đơn.
- Tòa Thiêu Hương là một nhà dọc ống muống, trung tâm là tượng Ngọc Hoàng to lớn như tượng Tam Thanh, hai bên là Nam Tào, Bắc Đẩu, các Tiên nữ, song song là các Quan, phía trước tượng Ngọc Hoàng là một tượng nhỏ của Thái Thượng Lão Quân đầu tóc bạc, cưỡi trâu.
- Quán Dưới: là một tòa Tam Bảo của Phật giáo tuy bài trí đơn giản, trên hoành phi ghi "Đại Hùng bảo điện", tượng thờ ban chính gồm một pho Chuẩn Đề, một tòa Cửu Long, bảy pho tượng Thất Bảo Như Lai. Hai bên là vị hộ pháp: Khuyến Thiện, Trừng Ác, Thừa tướng Lữ Gia, Lý Quốc Sư, vua Trần, Tam Quan Đại Đế, bảy pho tượng Hậu, rất nhiều tượng nhỏ của các thần tiên.

Ngoài ra còn có các công trình gần đây như nhà Tổ, nhà Mẫu và một số di vật có giá trị khác như đôi nghê, nhiều cuốn thư, y môn, cửa võng, hương án, khánh, chuông đồng và tấm bia đá.

Tượng Quan Âm Chuẩn ĐềTượng Quan Âm Chuẩn Đề
ban thờ Nguyên Thủy Thiên Tônban thờ Nguyên Thủy Thiên Tôn
tượng Linh Bảo Thiên Tôn, phía dưới là khổng tửtượng Linh Bảo Thiên Tôn, phía dưới là khổng tử
Tượng Ngọc Hoàng Thượng ĐếTượng Ngọc Hoàng Thượng Đế
Ban thờ Khổng tửBan thờ Khổng tử
Tượng Lão tửTượng Lão tử
Ban thờ Tam Quan Đại ĐếBan thờ Tam Quan Đại Đế
Lữ Nam Đế, Lữ Gia tướng quốcLữ Nam Đế, Lữ Gia tướng quốc
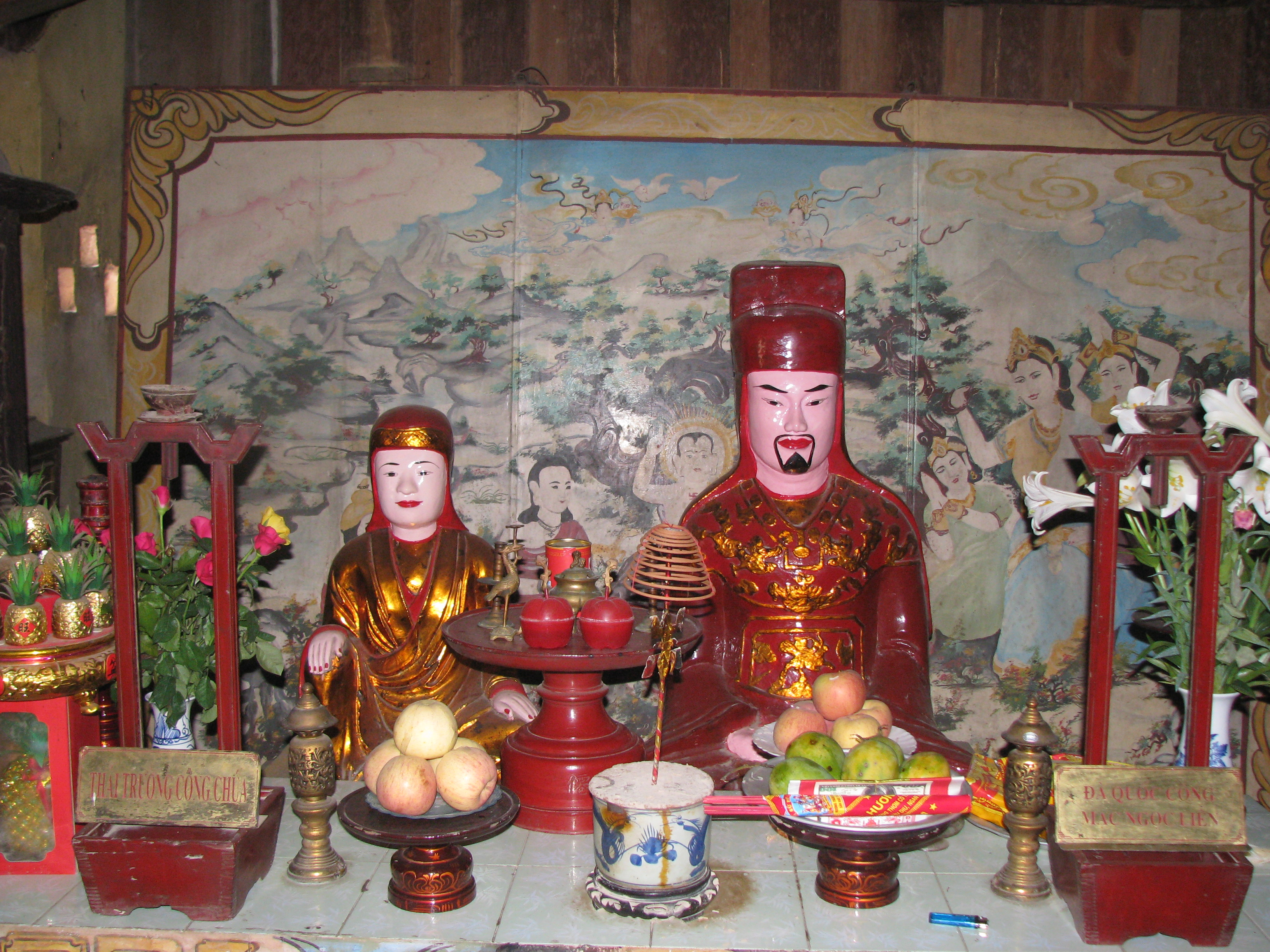
Tượng hậu của vợ chồng quốc công Mạc Ngọc Liễn
câu đối cổ ở quán trêncâu đối cổ ở quán trên
giếng đan sa (lưu huỳnh) để luyện linh đan của các đạo sĩ xưagiếng đan sa (lưu huỳnh) để luyện linh đan của các đạo sĩ xưa
nhà ống muốngnhà ống muống
tháp tổtháp tổ
sấu đá đời nhà Mạcsấu đá đời nhà Mạc

## Phân loại tượng tại quán theo Tín Ngưỡng

### Tượng Phật Giáo:
- Cửu Long -Thích ca sơ sinh, Thất bảo Như Lai (Bảo Sinh như lai, Bảo Thắng Như Lai, Ly Bố Uý Như Lai, Diệu Sắc Thân Như Lai, Quảng Bác Thân Như Lai, Cam Lồ Vương Như Lai, A Di Đà Như Lai),
- Quán Âm Chuẩn Đề, Quán Âm Tống Tử, Quán Âm tự Tại (2 pho), Long nữ, Thiện tài
- Hộ Pháp Khuyến Thiện, Trừng Ác.
- Thánh hiền Át Nan tôn giả.
- Bồ Đề Đạt Ma sư tổ
- Lý Triều Thánh tổ sư (Từ Đạo Hạnh).
- Phạm Thiên, Đế Thích Thiên.

### Tượng Đạo giáo:
- Tam thanh: Nguyên Thủy Thiên Tôn, Linh Bảo Thiên Tôn, Đạo Đức Thiên Tôn và các tượng thị giả (6 tượng 2 bên mỗi pho)
- Ngọc Hoàng Đại Đế, Lão tử
- Nam Tào, Bắc Đẩu...
- Cửu Thiên huyền nữ, Huyền Thiên Chân Vũ, Văn Xương Đế Quân, Quan thánh đế quân
- Tam Quan Đại Đế: Thiên Quan, Thủy Quan, Địa Quan
- Chư Tiên

### Tượng Nho Giáo:
- Khổng Tử

### Tượng Danh nhân lịch sử:
- Lữ Nam Đế. Lữ Gia
- Vua Trần Minh Tông
- Trần Hưng Đạo
- Mạc Ngọc Liễn và vợ
- Các tượng Hậu

### Tín ngưỡng tam tứ Phủ:
- Tam Tòa Thánh mẫu
- Ngũ vị Tôn Quan
- Quan Hoàng
- Chúa sơn trang
- cô bé, cậu bé

## Các Vị trụ trì
- Ni sư Thích Đàm Chính (2003-nay): sinh năm 1961, về chùa năm 1989, kế đăng trụ trì từ năm 2003, sư quê xã Phạm Ngũ lão, Hưng yên.